# Synteza mechaniczna
Synteza mechaniczna (MA z ang. mechanical alloying) – metoda otrzymywania stopów z proszków czystych metali w procesie mielenia w wysokoenergetycznych młynkach. Synteza mechaniczna jest powtarzającym się procesem zgrzewania, kruszenia (przełamywania) oraz ponownego zgrzewania. Podczas mielenia mikrostruktura proszków jest rozdrabniana i powstaje duża liczba defektów. Struktura materiału staje się niestabilna i stop może mieć postać roztworu stałego, fazy międzymetalicznej, mieszaniny składników lub materiału amorficznego.
Proszki (średnica ziaren ok. 50 μm) umieszcza się w szczelinie zamkniętym pojemniku wraz ze specjalnie przygotowanymi kulami (hartowana stal, WC, ceramika). Całą zawartość wprowadza się w silne wibracje lub ruch obrotowy. Podczas procesu temperatura „wsadu” samoistnie podnosi się o ok. 200 °C. Wykorzystuje się kilka typów młynków, m.in.:
- wibracyjne
- planetarne
- atritory

Różnią się one pojemnością i efektywnością mielenia. Metodą mechanicznego mielenia uzyskuje się w metalach nanostrukturę w wyniku tworzenia i przekształcania substruktury odkształcenia. W początkowym stadium mielenia, w wyniku cyklicznego odkształcenia na skutek zderzeń z kulami i ściankami naczynia, w ziarnach proszku generowane są dyslokacje, co prowadzi do ich dużej gęstości. Dla pewnej wartości odkształcenia dyslokacje zaczynają się przegrupowywać i anihilować w wyniku procesu zdrowienia. Spiętrzone dyslokacje zaczynają tworzyć sploty i układy, które ulegają przekształceniu w granice wąskokątowe oddzielające poszczególne subziarna. Wraz ze wzrostem odkształcenia ta dezorientacja subziaren wzrasta. Granice stopniowo zmieniają charakter i stając się granicami szerokokątowymi. Zjawisko zdrowienia w metalach o niskiej temperaturze topnienia zachodzi szybciej i dlatego jest dużo trudniej uzyskać dla nich drobne ziarno.
Proces mechanicznej syntezy można podzielić na 5 etapów:
- początkowy,
- łączenie cząstek,
- tworzenie cząstek równoosiowych,
- przypadkowej orientacji łączenia cząstek,
- końcowy[1].

Właściwości wytrzymałościowe i fizykochemiczne produktów mechanicznej syntezy zależą od warunków procesu, takich jak rodzaj młynka, temperatura i atmosfera mielenia.
Mechaniczną syntezą można też uzyskać wysokotopliwe azotki, węgliki, borki i tlenki.
Proces został opracowany w latach sześćdziesiątych XX w., początkowo w celu zwiększenia odporności stopów na pełzanie.